# Luiz Cezar Fernandes
Luiz Cezar Fernandes (Santa Rita do Passa Quatro, 1945) é um empresário brasileiro, sócio-fundador do Banco Garantia e do Banco Pactual.
Iniciou sua carreira aos 12 anos como mensageiro na Nossa Caixa e depois no Banco Brasileiro de Descontos (Banco Bradesco). Fernandes fundou os dois maiores bancos de investimentos do Brasil, e também contribuiu na criação da Comissão de Valores Mobiliários (CVM), da Associação Nacional das Instituições do Mercado Financeiro (ANBIMA), da Central de Custódia e de Liquidação Financeira de Títulos (CETIP), Sistema Especial de Liquidação e de Custódia (SELIC).

## História
Luiz Cezar Fernandes nasceu no ano de 1945, na cidade de Santa Rita do Passa Quatro, interior do estado de São Paulo. Aos 12 anos começou sua carreira como mensageiro do Nossa Caixa e aos 14 passou a trabalhar no Banco Brasileiro de Descontos, atual Bradesco. Aos 16, foi promovido a procurador, e aos 17, transferido para o Rio, trabalhando em uma agência em Madureira. Foi promovido a gerente de uma agência em Minas Gerais, mas pediu demissão. Um primo lhe apresentou aos donos do Banco Campina Grande, que o contratou. Trabalhou por alguns meses e foi contratado pelo Escritório Levy, uma corretora, depois no Banco União Comercial, e depois na corretora Libra. Lá, conheceu Jorge Paulo Lemann.:29-30
Em 1971, Lemann fundou a corretora Garantia, com Fernandes como sócio. Nesse período, Luiz Cezar estagiou também no JPMorgan e no Goldman Sachs, em Nova Iorque, levando consigo o então estagiário da Garantia, Marcel Telles. De lá, voltaram com ideias que levariam à criação da Cetip e da Selic, bem como a digitalização dos CDBs, até então de posse física. Fernandes incentivou seus sócios a tornar o Garantia um banco, e em 1976 obteve patente junto ao Banco Central, formando o Banco Garantia. Devido a ideias e métodos heterodoxos, os sócios do Garantia romperam com Fernandes em 1982, pressionados por Carlos Alberto Sicupira.:31-33
Depois do Garantia, em 1983 Fernandes criou o Banco Pactual, inicialmente como DTVM, financiando dois jovens economistas a associarem-se no empreendimento, André Jakurski e Paulo Guedes. O nome do banco vem das iniciais dos sócios, Paulo, André, e Cezar. O banco teve rápido crescimento, aproveitando-se dos spreads no mercado de títulos públicos durante um período de crise fiscal e juro alto, bem como numa previsão de Guedes sobre a falha do Plano Cruzado, que concretizou-se no mesmo ano. Desde sempre as ideias heterodoxas de Fernandes iam de encontro com os sócios, mas Luiz Cezar detinha 51% das ações, o que permitia que seguisse com seus projetos. Em 1997, quando Fernandes decidiu transformar o Pactual em banco de varejo, Guedes e Jakurski deixaram a sociedade. Eduardo Plass, outro sócio trazido por Fernandes, juntava-se com outros jovens como os principais sócios do banco: André Esteves, Marcelo Serfaty, e Gilberto Sayão.:35-39
Luiz Cezar tocara seus projetos de investimentos pessoais através da Latinpart. Enquanto o Pactual prosperava, os investimentos de Fernandes na Latinpart se deterioravam. Em 1998, o rombo na Latinpart era de 142 milhões de dólares, e Fernandes buscou financiamento com os então sócios do Pactual, que lhe concederam sob a condição de Luiz Cezar desfazer-se de parte de suas ações do banco a cada parcela, episódio que Fernandes considera como uma traição por parte dos sócios que ele trouxera ao banco. Em 1999, a participação de Fernandes no Pactual reduzira para 14%, e em setembro desse ano, Luiz Cezar vendera as últimas ações que lhe restavam. Aos poucos, a sociedade foi se dissolvendo, restando apenas Esteves no Pactual.:40-45 Fernandes então se afastou do mercado financeiro, mudando-se para a Fazenda Marambaia, na serra fluminense, onde hoje se dedica a criação de ovelhas.